# 三浦正幸
三浦 正幸（みうら まさゆき、1954年 - ）は、日本の建築学者、研究者（工学博士）、一級建築士。広島大学名誉教授。専攻は日本の古建築（社寺・城・民家・近代建築など）、専門は日本建築史、文化財学である。

## 経歴
愛知県名古屋市出身。1977年、東京大学工学部建築学科卒業。1979年、東京大学大学院工学系研究科建築学専門課程修士課程修了。1980年、広島大学工学部助手。一級建築士、博士（工学）を取得。1986年、東京大学工学博士　論文の題は「四面庇系平面の神社本殿の研究」。1992年、広島大学工学部助教授。1999年より同大学文学部教授に就任。2001年からは大学院文学研究科教授を務める。2018年、広島大学名誉教授に就任。
松山城・宇和島城・原爆ドーム・広島城・臼杵城・河後森城・能島城・大洲城・等妙寺・今治城・前田台場・津和野城・月山富田城・吉田郡山城・小倉山城・吉川元春館・万徳院・鏡山城・三原城・高山城・新高山城・福山城・相方城・備後国府・岡山城・赤穂城・鎌刃城・水口岡山城・京極氏館・伊勢亀山城・名古屋城・岡崎城・西尾城・上田城・松代城・浜松城・諏訪原城・横須賀城・高天神城・高根城・小島陣屋などの整備委員会委員を兼任している。

## 著書
- 『天守-芸術建築の本質と歴史 (歴史文化ライブラリー)』（2022年、吉川弘文館）ISBN　9784642084222
- 『古写真で見る幕末の城』（2020年、山川出版社）
- 『復元CG 日本の城』（2019年、山川出版社）
- 『近世城郭の最高峰　名古屋城』（2019年、名古屋城検定実行委員会）
- 『城のつくり方図典 改訂新版』（2016年、小学館）
- 『神社の本殿―建築にみる神の空間 (歴史文化ライブラリー)』（2013年、吉川弘文館）ISBN　9784642057622
- 『レンズが撮らえた幕末日本の城』（2013年、山川出版社）
- 『平清盛と宮島』（2011年、南々社）
- 『日本の宝 鞆の浦を歩く』（2010年、南々社）
- 『城のつくり方図典』（2005年、小学館）
- 『城の鑑賞基礎知識』（1999年、至文堂）
- 『日本建築史基礎資料集成一 社殿I』（1998年、中央公論美術出版）

### 監修・編
- NHK2022年大河ドラマ「鎌倉殿の１３人」建築考証,2022
- NHK2021年大河ドラマ「青天を衝け」建築考証,2021
- NHK2020年大河ドラマ「麒麟がくる」建築考証[2],2020
- 名古屋城本丸御殿内放映動画監修,2019
- 広辞苑第7版の建築の項目,2018
- 映画「BALLAD 名もなき恋のうた」（東宝）時代考証,2009
- 読めば行きたくなる「日本の城」, 三浦正幸 監修.実業之日本社,2016.1.じっぴコンパクト文庫
- 完本〈決定版〉図説江戸三百藩「城と陣屋」総覧,三浦正幸 監修.,学研パブリッシング ,2013.9.
- レンズが撮らえた幕末日本の城 -- 永久保存版.,小沢健志, 三浦正幸 監修 ; 來本雅之 編著.,山川出版社,2013.4.
- 「海」の交流 : 古代から近世までの瀬戸内海・日本海,中国地方総合研究センター 編.中国地方総合研究センター,2012.12.,中国総研・地域再発見books ;
- 天守再現!江戸城のすべて,三浦正幸 監修.,宝島社,,2012.9.,宝島SUGOI文庫
- ひろしまのパワースポット社寺&ご利益巡り,三浦正幸 監修 ; 藤井由美 取材・文.,南々社,2012.5.
- ビジュアル日本史1000城 : 北海道から沖縄まで、名城、珍城、奇城を厳選解説!,三浦正幸 監修.,世界文化社,2012.10.
- 天守再現!これが江戸城だ!,三浦正幸 監修.,宝島社,2011.6.別冊宝島 ; 1758号.
- お城のすべて : 天守から石垣、縄張、名城の見所まで全部丸わかり : より深くより楽しく,三浦正幸 監修.,学研パブリッシング ,2010.7.学研雑学百科
- すぐわかる日本の城 : 歴史・建築・土木・城下町,広島大学文化財学研究室 編 ; 三浦正幸 監修,東京美術,2009.10.
- 面白いほどよくわかる日本の城 : 歴史とエピソードで読む全国250城,三浦正幸 監修.,日本文芸社,2007.5.
- 図説・天守のすべて : 城の象徴にこめられた技と智恵 : 決定版,三浦正幸 監修.,学習研究社,2007.4.
- 瀬戸内海事典,北川建次, 関太郎, 高橋衞, 印南敏秀, 佐竹昭, 町博光, 三浦正幸 編.,南々社,2007.12.
- 検証・吉田城 : 吉田城シンポジウム報告,豊橋市美術博物館 編.,豊橋市教育委員会,2006.3.
- 図説・江戸三百藩「城と陣屋」総覧 : 決定版. 西国編,三浦正幸 監修.,学習研究社,2006.7.
- 図説・江戸三百藩「城と陣屋」総覧 : 決定版. 東国編,三浦正幸 監修.,学習研究社,2006.7.
- 図説「城造り」のすべて : 決定版 : 築城にこめられた叡知と技術,三浦正幸 監修.,学習研究社,2006.12.　歴史群像シリーズ ; 特別編集
- 戦国の山城・近江鎌刃城,米原市教育委員会 編.,サンライズ出版,2006.2.
- よみがえる真説安土城 : 徹底復元・覇王信長の幻の城,三浦正幸 監修.,学習研究社,,2006.3.
- 歴史群像シリーズ・デラックス,よみがえる名古屋城 : 徹底復元・金鯱を戴く尾張徳川家の巨城,小和田哲男, 三浦正幸 監修.,学習研究社,,2006.11.,歴史群像シリーズ・デラックス
- 意外と知らない!こんなにすごい「日本の城」,三浦正幸 監修.,実業之日本社,2009.7.
- 池田家三代の遺産 : 姫路城の"創業者",播磨学研究所 編.,神戸新聞総合出版センター,2009.8.
- 最新日本名城古写真集成,三浦正幸 監修 ; 來本雅之 編.,新人物往来社,2002.5.別冊歴史読本
- CG復元よみがえる天守,三浦正幸 監修・編・執筆.,新人物往来社,2001.2. 別冊歴史読本
- 新・日本名城図鑑: 21世紀に伝える日本の遺産,平井聖 監修 ;三浦正幸 解説 ;石田多加幸 写真.,新人物往来社,2001.12.
- 城古写真カタログ : 日本の城原風景を読む,三浦正幸 編.,新人物往来社,2000.4.,別冊歴史読本

### 共著
- 戦国大名の遺宝 : 歴史文化遺産,五味文彦 監修.,山川出版社,2015.10.
- 出雲大社の建築考古学,浅川滋男, 島根県古代文化センター 編.,同成社,2010.9.